# 와키노사와촌
와키노사와촌(脇野沢村)은 아오모리현 시모키타군에 있던 촌이다. 2005년 3월 14일에 무쓰시에 편입해 폐지되었다.

## 지리
시모키타 반도의 남서부에 위치한 무쓰에 접하고있다. 북부를 오소레산 산지를 구성하고 있으며 남부 해안선을 따라 평야가 이어진다. 서해안에는 절벽의 해안선이 이어 시모키타 반도 국립공원으로 지정되어있다.
여름엔 바람의 영향으로 인해 서늘하며 겨울은 150cm에 적설하는 폭설 지대이다. 

## 역사
- 1889년 - 정촌제 시행에 의해 와키노사와촌이 되었다.
- 2005년 3월 14일 - 시모키타군 가와우치정, 오하타정과 함께 무쓰시에 편입되었다.

## 교통
- JR 버스 도호쿠 시모키타 선
- 와키노사와 교통
- 일반 국도: 국도 338호(동절기 불통 구간 있음)
- 일반 지방도 : 아오모리 현도 175호 구사토마리 와키노사와 선